# Roger Bernardo III de Foix
Roger Bernardo III (? -  Tarascon-sur-Ariège, 3 de marzo de 1302) fue conde de Foix y vizconde de Castellbó y de Cerdañá (Roger Bernardo II) donde sucedió a su padre Roger IV de Foix a su fallecimiento en 1265.

## Biografía
En 1272 se alió con Geraud V, conde de Armañac, para combatir al discolo señor de Sompuy, el cual pidió ayuda al rey de Francia quien prohibió la guerra. Pero los aliados no hicieron caso y el rey ordenó la presencia del conde de Foix, que de nuevo desobedeció.
El rey marchó a Foix con un ejército y sitio el castillo de Foix (3 de junio de 1272). Roger Bernardo III se rindió el 5 de junio de 1272 y fue encerrado en una mazmorra. Como el conde de Foix había sido feudatario primero del conde de Barcelona y en este momento del Reino de Aragón por varios territorios en el Ariège, se negó a entregar las plazas de esta zona, aunque finalmente lo hizo el 8 de febrero de 1273.
A finales de este mismo año el conde fue liberado e hizo homenaje al rey de Francia que le devolvió parte de sus territorios. En 1276 participó en la toma de Pamplona, capital del reino de Navarra, por las fuerzas realistas francesas y esto le valió por parte del rey la devolución de los dominios que le habían sido quitados en 1272/73, los cuales fueron recibidos en feudo del rey de Francia, desconociéndose los derechos aragoneses heredados del conde de Barcelona.
El 8 de septiembre de 1278 se llegó a un acuerdo con el Obispado de Urgel sobre el señorío de Andorra, el llamado Pareatje, que convertía el señorío en un condominio entre el Obispo de Urgell y el vizconde de Castellbó y conde de Foix.
En 1280 participó en la guerra de varios feudales catalanes contra el rey, pero fue sitiado en el castillo de Balaguer y debió rendirse el 22 de julio de 1280. Fue liberado en 1283 a cambio de la ayuda de Foix a las pretensiones aragonesas en Sicilia y la renuncia al vizcondado de Castellbó.
Una vez liberado el conde rechazó el acuerdo alegando que el rey estaba excomulgado, y se unió a las tropas francesas, participando en la toma de Elna (25 de mayo de 1285) y Gerona (7 de septiembre de 1285). El conde dirigió las negociaciones de paz, mientras por la parte aragonesa lo hacía Ramón Roger, hermano del conde de Pallars Sobirá. Pero en el interior una grave derrota de la flota francesa y el avance de las enfermedades entre los franceses les obligaron a replegarse. El rey francés Felipe III murió en Perpiñán el 5 de octubre de 1285, aunque el rey de Aragón Pedro III le siguió poco después (11 de noviembre de 1285) evitando así la conquista aragonesa de Foix.
En 1295 el conde fue nombrado gobernador de Gascuña. Así mismo, el rey favoreció (1293) al conde contra las pretensiones quizás excesivas del funcionario real de la zona, el senescal de Carcasona y decisivamente en 1295, cuando el rey hizo devolver dos castillos confiscados.
En 1290 murió Gastón VII de Bearne y le sucedió su hija Margarita de Montcada y por tanto su esposo Roger Bernardo de Foix. Mathe o Mata, hermana de Margarita y esposa de Geraud V de Armañac, habían impugnado esta sucesión y se había hecho un testamento en favor de otra hija, Guillerma de Montcada, que no se tuvo en cuenta; Mathe impugnó la sucesión en 1293 y estalló la guerra entre Foix y Armañac que persistirá hasta 1377. Guillerma de Montcada vendió sus derechos sucesorios al rey de Aragón Jaime II de Aragón. El conde de Foix decidió atacar territorio aragonés, pero murió cuando se encontraba en Tarascon-sur-Ariège el 3 de marzo de 1302. Fue enterrado en la Abadía de Bulbona.

## Matrimonio y descendencia
Casó con Margarita de Montcada en 1267, vizcondesa de Bearne, de Marsan, de Oloron, de Brulhes y de Gabardà o Gabarret, condesa de parte de Bigorra y señora de Montcada, con la que tuvo cinco hijos:
- Margarita, fallecida en 1304, esposa de Bernardo Jordano V, señor de Ille Jourdan.
- Constanza, fallecida en 1332, esposa de Juan I de Levis, señor de Mirepoix.
- Mata, fallecida en 1294, esposa de Bernardo IV, conde de Astarac.
- Gastón I de Foix, sucesor en el condado y vizcondados.
- Brunisenda, fallecida en 1339, esposa de Elías VII de Talerand, conde de Perigord.

Tuvo también un hijo bastardo llamado Arnaldo, que fue obispo de Pamiers

| Predecesor: Roger IV de Foix y I de Castellbó | Conde de Foix y Vizconde de Castellbó 1265 - 1302 | Sucesor: Gastón I de Foix y VIII de Bearne |